# たかなみれい
たかなみ れいは、フリーのゲームライター、ゲームシナリオライター、小説家。1994年ごろから活動開始。
処女作の『エンジェルクエスト』は、商業作品としては日本初のアダルト向けテーブルトークRPGシステムである。本作はパソパラチャット誌上でリプレイとして連載された。
『パソコンパラダイス』などの雑誌では、アダルト向けの読者参加ゲームを５年にわたって連載。同誌でゲームレビューを書いていたこともある。

## 主な作品

### ノベルとノベライズ
- 『亜紀子』ワコー出版【1995】
- 『エンジェルクエスト』メディアックス【1995】
- 『エンジェルスピリット』メディアックス【1996】
- 『X-GIRL』ワコー出版【1996】
- 『エンジェルブレード』メディアックス【1996】
- 『エンジェルウィング』メディアックス【1997】
- 『ディープボイス』ハーヴェスト出版【2003】
- 『七人の妹』ハーヴェスト出版【2005】
- 『南国ドミニオン』ハーヴェスト出版【2005】
- 『英雄×魔王』ハーヴェスト出版【2005】
- 『ダンシング・クレイジーズ』ハーヴェスト出版【2006】
- 『スピたん』ハーヴェスト出版【2006】
- 『まがたまっ★』ハーヴェスト出版【2007】
- 『峰深き瀬にたゆたう唄』ハーヴェスト出版【2007】
- 『[学園☆新選組! 十傑異聞録』ハーヴェスト出版【2008】
- 『ウィザーズクライマー』ハーヴェスト出版【2008】

### 海外翻訳
- 『エンジェルクエスト』の台湾版『魔界天使』（龍成出版）【1996】
- 『エンジェルスピリット』の台湾版『霊異天使』（龍成出版）【1996】
- 『エンジェルブレード』の台湾版『ANGEL BLADE』（龍成出版）【1997】
- 『エンジェルウィング』の台湾版『大神獣之塔』（龍成出版）【1997】

### 読者参加ゲーム
- バイトマスター
- 威武の嵐
- みらくる☆くるーず
- ブレイブキャスター

### ゲームシナリオ
- 『X-GIRL』RED-ZONE【1996】
- 『ラブ・フォーエバー』バニープロ【1999】
- 『御魂のゆき』ライフォックス【2005】
- 『TIARA』Symphony【2009】
- 『姉キス@HOME』ラブジュース【2011】
- 『メるヘン荘　ちょっぴりHで残念な娘達とハーレム確定雑居生活』ＭＢＳtruth【2012】